# Église Saint-Martin de Bruay
L'église Saint-Martin est une des deux églises catholiques de Bruay-en-Artois, rattachée désormais à la commune de Bruay-la-Buissière dans le Pas-de-Calais. Dédiée à saint Martin, elle dépend de la paroisse Saints-Pierre-et-Paul-en-Bruaysis du diocèse d'Arras. Elle est aujourd'hui fermée. Elle ne doit pas être confondue avec l'église Saint-Éloi-et-Saint-Martin de La Buissière sise aussi dans le territoire de la commune.

## Histoire
L'église est fondée au XIIIe siècle, mais il n'en reste rien. L'imposante tour carrée date de 1767. La sacristie est bâtie en 1851, l'église est agrandie en 1860 pour faire face à l'afflux de population. Les bas-côtés de briques et le rehaussement du clocher sont construits en 1935. La flèche en pierre est rénovée en 1991.
La municipalité socialiste ferme l'église en 2012 pour cause d'insécurité. La rénovation de l'école Loubet et celle de l'hôtel de ville sont jugées prioritaires et les travaux de réfection de l'église ne sont pas votés, ce qui rend son avenir incertain. En 2021, des travaux permettent de déloger les oiseaux et de calfeutrer le beffroi, avant une hypothétique rénovation de l'édifice.

## Description
L'église mesure 41,70 mètres de long pour 15 mètres de large, en forme d'église-halle avec une petite abside à cinq côtés servant de chœur. L'imposant clocher carré et massif construit en pierre et qui mesurait 18 mètres a été rehaussé de briques en 1935. Il n'a pas de flèche. Le nouveau porche date du milieu des années 1960.